# Nuovo Teatro Orione
Il Nuovo Teatro Orione, precedentemente noto come Teatro Orione, è un teatro di Roma situato nel quartiere Appio-Latino. Il teatro venne progettato dall'architetto Giovanni Battista Milani alla fine degli anni 1920 e realizzato in stile art déco. 

## Storia
Inaugurato nel 1930 il Teatro Orione, adiacente al complesso parrocchiale della Chiesa di Ognissanti, inizialmente si dedicava a spettacoli di opera, operetta e danza. Negli anni '60 e '70, ampliò la sua offerta includendo proiezioni cinematografiche e diventando un luogo di riprese per produzioni televisive e cinematografiche. Negli anni '80, il teatro fu utilizzato principalmente come spazio per le prove di allestimenti teatrali, accogliendo artisti come Gigi Proietti e Ugo Tognazzi.
Negli anni '90, il teatro abbandonò definitivamente l'attività cinematografica trasformandosi in uno spazio per allestimenti televisivi. Nel primo decennio degli anni 2000, l'assenza di una direzione artistica definita portò il teatro a diventare un punto di riferimento per eventi di danza e teatro, sia amatoriali che professionali, e per eventi di organizzazioni no-profit.
Dopo un lungo periodo inattività, nel marzo 2016 il Teatro Orione è stato rilevato da Carlo Oldani e Claudio Romano Politi, i quali hanno avviato un progetto di rilancio dando vita al Nuovo Teatro Orione. 

## Architettura
Situato in via Tortona nel quartiere Appio-Latino di Roma, il teatro è stato progettato dall'architetto Giovanni Battista Milani. La struttura presenta un design che fonde elementi neoclassici e art déco, conferendo al teatro un aspetto elegante e distintivo, nella struttura e nella colorazione del manto esterno.
La sala principale del teatro ha una capienza di circa 980 posti, ed è caratterizzata da una buona acustica e da un palco di dimensioni adatte a diverse tipologie di spettacoli. Nel corso degli anni, il teatro ha subito diversi interventi di ristrutturazione e ammodernamento. Particolarmente significativo è stato il restauro avvenuto nel 2016, in concomitanza con l'acquisto del teatro da parte dei nuovi proprietari. In questa occasione, sono stati effettuati adeguamenti tecnici, inclusi miglioramenti all'impianto audio e al comparto digitale.
Un elemento distintivo del teatro è il suo ampio foyer, che non solo funge da spazio di accoglienza per il pubblico, ma ospita anche eventi culturali, talk e mostre, contribuendo a creare un ambiente multifunzionale per la socialità.